# Urania – Polski Portal Astronomiczny
Urania – Polski Portal Astronomiczny – portal internetowy poświęcony astronomii oraz badaniom kosmosu. Prowadzony jest przez czasopismo „Urania – Postępy Astronomii”, którego wydawcami są Polskie Towarzystwo Astronomiczne oraz Polskie Towarzystwo Miłośników Astronomii.

## Historia
Portal wykształcił się z witryny internetowej czasopisma „Postępy Astronomii” – jednej z najstarszych stron w polskim internecie wśród poświęconych tematyce astronomicznej, która powstała w 1997 roku. Po połączeniu „Postępów Astronomii” z „Uranią” witryna stała się stroną czasopisma „Urania – Postępy Astronomii”. W roku 2012 została unowocześniona i przekształcona w portal. Internetowy adres witryny i portalu zmieniał się w kolejnych latach. Początkowo miał formę postepy.camk.edu.pl, później postepy.pta.edu.pl, urania.pta.edu.pl, aby uzyskać obecną postać www.urania.edu.pl.

## Charakterystyka
W zasobach portalu znajduje się ponad 1000 stron, obejmujących w szczególności sekcję wiadomości o bieżących odkryciach, a także działy tematyczne (np. „in memoriam” z sylwetkami astronomów polskich i zagranicznych, „muzyka i astronomia”, działy poradnikowe i inne). Osobną sekcję stanowią spisy treści numerów „Uranii - Postępów Astronomii” z ostatnich kilku lat. Portal udostępnia także kanał RSS oraz prowadzi swoje profile w mediach społecznościowych. Wspólnie z czasopismem patronuje różnym wydarzeniom związanym z astronomią, współpracuje z organizacjami i instytucjami edukacyjnymi i zajmującymi się popularyzacją nauki, organizuje konkursy.

## Cyfrowe Archiwum Uranii
W zasobach portalu znajduje się także Cyfrowe Archiwum Uranii, obejmujące zeskanowane numery czasopism „Urania” i „Postępy Astronomii” od początków ich ukazywania się. Zeskanowane numery czasopism dostępne są w archiwum w formie plików PDF oraz w formacie DjVu. Archiwum uruchomiono 13 sierpnia 2013 r. Obecnie archiwum zawiera pełne roczniki „Uranii” z lat 1922-1997, poprzedniczki Uranii z roku 1920 i „Postępów Astronomii” z lat 1953-1990.